# Lola Svensson
Iris Viola (Lola) Svensson, född Hertzberg 1 mars 1912 i Varberg, död 24 december 1998 i Masthuggs församling, Göteborg, var en svensk dragspelare och bandledare.          
Hon kallades för Göteborgs dragspelsdrottning, spelade mycket på Kungshall, och spelade med musiker som Bengt Hallberg, Ingmar Glanzelius, Nils-Bertil Dahlander och Östen Hedenbratt.        
Hon var gift med Birger Ragnar Svensson och mor till den i USA verksamme skådespelaren Bo Svenson. 
Lola Svensson är gravsatt på Västra kyrkogården i Göteborg.